# Regering-Rogier II
De regering-Rogier II (9 november 1857 - 3 januari 1868) was een Belgische regering. Deze werd tot stand gebrachten door de Liberale Partij. Ze volgde de regering-De Decker op en werd opgevolgd door de regering-Frère-Orban I. Op de dag van vandaag is deze regering nog steeds de langstlopende regering die het land ooit heeft gekend.

## Verloop
Nadat de katholieken bij de gemeenteraadsverkiezingen van 27 oktober 1857 een zware nederlaag leden, beschouwde De Decker dit als een afkeuring van zijn beleid en nam de regering-De Decker erg tegen de zin van de koning op 30 oktober 1857 ontslag, waarna er nieuwe parlementaire verkiezingen werden uitgeschreven voor 10 december.
De regering voerde een politiek van vrijhandel en economische expansie, waarbij ze geen oog had voor sociale maatregelen. In 1860 schafte minister van Financiën Walthère Frère-Orban het octrooirecht definitief af. Voortaan moesten burgers geen tol meer betalen bij het betreden van de stad en aldus werden de meeste stadsvesten en stadspoorten neergehaald. De beslissing van Frère-Orban is van groot belang geweest voor de ruimtelijke structuur van veel Belgische steden die bevrijd waren van de nauwe stadsomwallingen en voortaan vrij konden expanderen. Ook schafte hij de exporttaksen af en richtte hij nieuwe banken op, zoals het Gemeentekrediet van België en de Algemene Spaar- en Lijfrentekas.
In 1864 kwam de liberale meerderheid in de Kamer van volksvertegenwoordigers in gevaar, waardoor vervroegde verkiezingen plaatsvonden op 11 augustus 1864, die de liberalen weer een meerderheid gaf.
In 1864 werd de Spellingscommissie opgericht met de bedoeling om middelen voor te stellen die zouden kunnen leiden tot een eenparige Spelling der Nederduitsche taal.
In 1867 liepen de spanningen tussen de oudere, meer gematigde Rogier en de jongere, radicalere Frère-Orban zodanig op dat samenwerking in de regering vrijwel onmogelijk werd. Daarop nam Rogier ontslag en op 3 januari 1868 werd hij opgevolgd door Frère-Orban. Vanaf dan was zijn politiek rol zo goed als uitgespeeld.

## Samenstelling
De regering telde zes ministers.
| Ambtsbekleder                       | Ambtsbekleder                       | Ambtsbekleder                        | Functie                             | Termijn                            | Partij                       |
| ----------------------------------- | ----------------------------------- | ------------------------------------ | ----------------------------------- | ---------------------------------- | ---------------------------- |
|                                     |                                     | Charles Rogier (1800-1885)           | Minister Binnenlandse Zaken         | 9 november 1857 - 26 oktober 1861  | Liberale Partij              |
| Minister Buitenlandse Zaken         | 26 oktober 1861 - 3 januari 1868    | Charles Rogier (1800-1885)           |                                     |                                    | Liberale Partij              |
|                                     |                                     | Victor Tesch (1812-1892)             | Minister Justitie                   | 9 november 1857 - 12 november 1865 | Liberale Partij              |
| Minister ad interim Financiën       | 3 juni 1861 - 26 oktober 1861       | Victor Tesch (1812-1892)             |                                     |                                    | Liberale Partij              |
|                                     |                                     | Adolphe de Vrière (1806-1885)        | Minister Buitenlandse Zaken         | 9 november 1857 - 26 oktober 1861  | extraparlementair (liberaal) |
|                                     |                                     | Walthère Frère-Orban (1812-1896)     | Minister Financiën                  | 9 november 1857 - 3 juni 1861      | Liberale Partij              |
| Minister ad interim Openbare Werken | 13 oktober 1858 - 14 januari 1859   | Walthère Frère-Orban (1812-1896)     |                                     |                                    | Liberale Partij              |
| Minister Financiën                  | 26 oktober 1861 - 3 januari 1868    | Walthère Frère-Orban (1812-1896)     |                                     |                                    | Liberale Partij              |
|                                     |                                     | Edouard Berten (1806-1887)           | Minister Oorlog                     | 9 november 1857 - 6 april 1859     | extraparlementair (liberaal) |
|                                     |                                     | Félix Chazal (1808-1892)             | Minister Oorlog                     | 6 april 1859 - 12 november 1866    | extraparlementair (liberaal) |
|                                     |                                     | Auguste Goethals (1812-1888)         | Minister Oorlog                     | 13 december 1866 - 3 januari 1868  | extraparlementair            |
|                                     |                                     | Joseph Partoes (1811-1858)           | Minister ad interim Openbare Werken | 9 november 1857 - 26 april 1858    | extraparlementair (liberaal  |
| Minister Openbare Werken            | 26 april 1858 - 12 oktober 1858     | Joseph Partoes (1811-1858)           |                                     |                                    | extraparlementair (liberaal  |
|                                     |                                     | Jules Vander Stichelen (1822-1880)   | Minister Openbare Werken            | 14 januari 1859 - 3 januari 1868   | Liberale Partij              |
|                                     |                                     | Alphonse Vandenpeereboom (1812-1884) | Minister Binnenlandse Zaken         | 26 oktober 1861 - 3 januari 1868   | Liberale Partij              |
| Minister ad interim Oorlog          | 12 november 1866 - 13 december 1866 | Alphonse Vandenpeereboom (1812-1884) |                                     |                                    | Liberale Partij              |
|                                     |                                     | Jules Bara (1835-1900)               | Minister Justitie                   | 12 november 1865 - 3 januari 1868  | Liberale Partij              |

### Herschikkingen
- Op 6 april 1859 neemt Edouard Berten ontslag als minister van Oorlog en wordt opgevolgd door Félix Chazal.
- Op 26 oktober 1861 neemt Adolphe de Vrière ontslag als minister van Buitenlandse Zaken, omdat hij het niet eens was met de erkenning van het Koninkrijk Italië. Die erkenning beoordeelde hij als een aanslag op de Pauselijke Staat en als een schending van de Belgische neutraliteit. Hij wordt opgevolgd door Charles Rogier. Rogier staat op zijn beurt de bevoegdheid Binnenlandse Zaken af aan een nieuwe minister Alphonse Vandenpeereboom.
- Op 3 juni 1861 neemt Walthère Frère-Orban ontslag als minister van Financiën en wordt ad interim opgevolgd door Victor Tesch. Op 26 oktober 1861 neemt Frère-Orban opnieuw de portefeuille van Financiën op zich.
- Op 12 november 1865 neemt Victor Tesch ontslag als minister van Justitie en wordt opgevolgd door Jules Bara.
- Op 12 november 1866 neemt Félix Chazal ontslag als minister van Oorlog en wordt ad interim opgevolgd door Alphonse Vandenpeereboom. Op 13 december 1866 neemt Alphonse Vandenpeereboom ontslag als minister van Oorlog en wordt opgevolgd door Auguste Goethals.
- Op 13 oktober 1858 wordt Walthère Frère-Orban tijdelijk minister van Openbare werken, na het overleden van Joseph Partoes in oktober. Op 14 januari 1859 wordt Jules Vander Stichelen minister van Openbare Werken.